# Ratpenat cuallarg petit americà
El ratpenat cuallarg petit americà (Cynomops abrasus) és una espècie de ratpenat de la família dels molòssids, que viu a l'Argentina, Bolívia, el Brasil, Colòmbia, la Guaiana Francesa, Guyana, el Perú, el Paraguai, Surinam i Veneçuela.